# Sri Lanka en el Festival de la Canción de la UAR
Sri Lanka debutó en el Festival de la Canción de la UAR en 2012. La emisora srilanquesa, MTV Channel, ha sido el organizador de la entrada srilanquesa desde el debut del país en el certamen en 2012.

## Historia
MTV Channel es uno de los miembros fundadores del Festival de la Canción de la UAR, participó en las dos primeras ediciones del Festival Televisivo de la Canción de la UAR, retirándose en la tercera.

## Participaciones de Sri Lanka en el Festival de la Canción de la UAR
| Año  | Sede  | Artista                              | Canción              | Idioma   | Nº de Actuación |
| ---- | ----- | ------------------------------------ | -------------------- | -------- | --------------- |
| 2012 | Seúl  | Arjuna Rookantha y Shanika Madhumali | "Me Jeewithe (මේජීවිතේ)" | Cingalés | Nº 03           |
| 2013 | Hanói | Sarith y Surith                      | "Friends"            | Inglés   | Nº 04           |